# Pedroso (Vila Nova de Gaia)
Pedroso é uma vila portuguesa que foi sede da extinta Freguesia de Pedroso do Município de Vila Nova de Gaia, freguesia que tinha 19,65 km² de área e 18 714 habitantes (2011), donde uma densidade populacional de 952,4 hab/km².
A Freguesia de Pedroso foi extinta a partir de 29 de Setembro de 2014, passando a fazer parte integrante da União de Freguesias de Pedroso e Seixezelo (Diário da República, 1.ª Série, n.º 19, Lei n.º 11-A/2013 de 28 de Janeiro (Reorganização administrativa do território das freguesias).
A povoação de Pedroso foi elevada à categoria de vila em 1989.
Foi a freguesia de maior extensão do Município de Vila Nova de Gaia, sendo subdividida em 52 lugares e servida por alguns dos principais eixos rodoviários do norte do pais (EN1, AE1, IP1, IC1, Nó do Freixo). Situa-se a 10 km da cidade do Porto. 
A vila de Pedroso esta geminada com a cidade municipio de Moaña  província de Pontevedra, comunidade autónoma da Galiza.

## População
| População da freguesia de Pedroso | População da freguesia de Pedroso | População da freguesia de Pedroso | População da freguesia de Pedroso | População da freguesia de Pedroso | População da freguesia de Pedroso | População da freguesia de Pedroso | População da freguesia de Pedroso | População da freguesia de Pedroso | População da freguesia de Pedroso | População da freguesia de Pedroso | População da freguesia de Pedroso | População da freguesia de Pedroso | População da freguesia de Pedroso | População da freguesia de Pedroso |
| --------------------------------- | --------------------------------- | --------------------------------- | --------------------------------- | --------------------------------- | --------------------------------- | --------------------------------- | --------------------------------- | --------------------------------- | --------------------------------- | --------------------------------- | --------------------------------- | --------------------------------- | --------------------------------- | --------------------------------- |
| 1864                              | 1878                              | 1890                              | 1900                              | 1911                              | 1920                              | 1930                              | 1940                              | 1950                              | 1960                              | 1970                              | 1981                              | 1991                              | 2001                              | 2011                              |
| 4406                              | 5125                              | 5705                              | 6567                              | 7449                              | 7059                              | 8300                              | 9146                              | 10189                             | 11516                             | 13468                             | 17193                             | 16980                             | 18449                             | 18714                             |

| Distribuição da População por Grupos Etários | Distribuição da População por Grupos Etários | Distribuição da População por Grupos Etários | Distribuição da População por Grupos Etários | Distribuição da População por Grupos Etários | Distribuição da População por Grupos Etários | Distribuição da População por Grupos Etários | Distribuição da População por Grupos Etários | Distribuição da População por Grupos Etários | Distribuição da População por Grupos Etários |
| -------------------------------------------- | -------------------------------------------- | -------------------------------------------- | -------------------------------------------- | -------------------------------------------- | -------------------------------------------- | -------------------------------------------- | -------------------------------------------- | -------------------------------------------- | -------------------------------------------- |
| Ano                                          | 0-14 Anos                                    | 15-24 Anos                                   | 25-64 Anos                                   | > 65 Anos                                    |                                              | 0-14 Anos                                    | 15-24 Anos                                   | 25-64 Anos                                   | > 65 Anos                                    |
| 2001                                         | 3 265                                        | 2 784                                        | 10 304                                       | 2 096                                        |                                              | 17,7%                                        | 15,1%                                        | 55,9%                                        | 11,4%                                        |
| 2011                                         | 2 880                                        | 2 163                                        | 10 905                                       | 2 766                                        |                                              | 15,4%                                        | 11,6%                                        | 58,3%                                        | 14,8%                                        |

## História
Em termos de vestígios arqueológicos e recuando muito no tempo, nota-se que é um dos territórios comprovadamente mais antiga do concelho.
A Mamoa da Raposa, data do período neo-calcolítico e foi descoberta em 1984, devido a prospeções efetuadas na rua da Raposa por Vítor de Oliveira Jorge. 
O Castro da Senhora da Saúde, ou Monte Murado, começou a ser habitado na Idade do Ferro, sendo que o seu povoamento se prolongou pelo menos até ao período Romano.
O nome de Pedroso tem origem no Castro do Monte Murado (Castro Petrosus), que data do ano 7 d.C. Era um povoado castrejo habitado pelos Turdulos Velhos, servido pela via que ligava Olissipo (Lisboa) a Bracara Augusta (Braga). Em 1982, foram encontradas placas de bronze, (Tesserae Hospitales), datadas de 7 e 9 D.C., consideradas os achados arqueológicos mais importantes da década na Península Ibérica. As duas placas de bronze de tipologia e cronologia aproximada (ano 7 d.C. e ano 9 d.C.) contendo duas inscrições latinas referentes a dois pactos de hospitalidade entre Decimus Iulius Cilo, da tribo Galeria, e vários indivíduos indígenas dos Turduli Veteres. A intervenção arqueológica realizada em 1983 no sopé do monte permitiu precisar o contexto de depósito daquele achado tendo sido identificada a cella da casa romana de Decimus Iulius Cilo, numa das paredes da qual estavam afixadas a par (a meio da parede E. em face de uma lareira). O povoado fortificado conserva vestígios de muros correspondentes a habitações rodeados por várias linhas de muralhas cujo perímetro ultrapassa os 3 km. São também observáveis alguns arruamentos, sendo um deles calcetado. Espólio aqui encontrado em resultado de recolhas episódicas antigas encontra-se na coleção Marciano Azuaga depositada na Casa de Cultura de Vila Nova de Gaia, Solar dos Condes Resende. 
Uma vasta área foi classificada como Imóvel de Interesse Público por Decreto n.º 26-A/92, DR, 1.ª série-B, n.º 126 de 01 junho 1992. Pedroso faz, assim parte do principal roteiro arqueológico de Portugal, constituindo, estas placas, o documento escrito mais antigo sobre Pedroso, a prova inequívoca da sua identidade histórica, que remonta a muito antes da nacionalidade portuguesa.
Pedroso lugar recebeu foral de D. Afonso Henriques, em carta datada de 3 de agosto de 1128.
O Mosteiro de Pedroso era masculino e pertencia à Ordem de São Bento. Principal monumento do território, pensa-se ter sido doado por D. Gondezinho e, de acordo com Frei Luís de S. Tomás, fundado no ano de 867. No entanto, há um outro documento, datado de 24 de Fevereiro de 1046, que lança a dúvida sobre a data verdadeira da fundação do Mosteiro. Nesse documento, Trastina Pinioliz e seu marido, Ederónio Alvitiz, referem que fundaram um Mosteiro em Pedroso, segundo as observâncias monásticas peninsulares. Seja como for, o antigo Couto de Pedroso, território privilegiado nas mãos do Clero, tinha grandes dimensões.
Acolheu no seu seio Frei Pedro Julião, que foi seu abade comendatário, que mais tarde foi nomeado Papa João XXI. Terá resistido à adopção da Regra de São Bento e das observâncias de Cluny, acabou por aceitá-las cerca 1115-1120. Em 1547, o mosteiro tinha um terço do padroado da igreja de Milheirós de Poiares, no termo de Vila da Feira. Desde o princípio do século XV até 1560, foi governado por abades comendatários, sendo o último, o cardeal D. Henrique, que anexou as rendas do mosteiro ao Colégio de Jesus de Coimbra. A comunidade beneditina manteve-se até à morte do último monge, ocorrida em vida de frei Leão de São Tomás, segundo testemunho do próprio. Até 1773, o Colégio de Jesus de Coimbra manteve religiosos no mosteiro encarregados da administração das rendas e do serviço paroquial até à sua extinção nesse ano. Os bens foram entregues à Fazenda da Universidade de Coimbra.
"MISSAS E OBRIGAÇÕES ANTIGAS DO MOSTEIRO DE PEDROSO", na Torre do Tombo[ligação inativa]
"AUTO DE VISTORIA" DOS MARCOS QUE CONTINUAM A DEMARCAÇÃO DO COUTO DE PEDROSO PELO MONTE DO AGRELO, na Torre do Tombo[ligação inativa]
O Mosteiro de Pedroso foi um templo que no início, era em estilo românico. No entanto, devido às alterações que foi sofrendo ao longo dos anos, perdeu grande parte da sua traça original. Do edifício primitivo, salvou-se a fachada lateral com um escudo e a pia baptismal no seu interior. O torreão medieval, adossado à fachada, também permanece intacto. 
Foi classificado como Monumento de Interesse Público a 14 de maio de 2014.
A zona de influência do Mosteiro de Pedroso estava distribuída por 37 freguesias desde Vila Nova de Gaia a Santa Maria da Feira, ao termo de Aveiro, do Vouga, ao concelho de Lafões e à freguesia de Santa Eulália de Vila Maior, concelho de Pereira Jusã.
Na área do Couto faziam-se nesse tempo todo o tipo de actividades económicas. Além das terras referidas, o mosteiro ainda possuía 11 igrejas, nas quais tinha direito de representação:Sanguedo, Fiães, Vale, Paramos, Machinhata de Seixa, Riba UI, Souto, Milheirós, Vila Maior, Seixezelo e Alquerubim.
Em 1 de Fevereiro de 1988 foi publicada em Diário da República a Lei 14/88 que elevou a povoação de Carvalhos, o lugar com mais expressão sócio-económica na freguesia, à categoria de vila.
Em 24 de Agosto de 1989 foi publicado em Diário da República a Lei 64/89 que elevou a povoação de Pedroso à categoria de Vila.

## Património
- Capela de Nossa Senhora da Hora (Pedroso)
- Capela de São Bartolomeu (Pedroso) Em 1379 já existia no seu monte (Moutido) uma Ermida a S. Bartolomeu.

A capela existe desde 1758 e possui um retábulo de grande qualidade reconstruído nos anos 50 e restaurado em 2010.
- Castro da Senhora da Saúde ou Monte Murado, que por Decreto de 1992 está classificado. Categoria: IIP - Imóvel de Interesse Público, Decreto n.º 26-A/92, DR, 1.ª série-B, n.º 126 de 01 junho 1992
- Mamoa da Raposa
- Mosteiro de Pedroso

## Educação

### Ensino Pré-Primário
- Escola Pré-Primária de Alheiras
- Escola Pré-Primária de Figueiredo
- Escola Pré-Primária das Cavadinhas
- Escola Pré-Primária da Sra. do Monte
- Jumbo - Jardim Infantil de Pedroso
- Jardim Infantil " O Espigueiro"
- Escola EB1 dos Carvalhos e Jardim de Infância dos Carvalhos
- Escola EB1 de Leirós e Jardim de Infância

### Ensino Básico 1º Ciclo
- Escola 1.º Ciclo da Sra. do Monte
- Escola 1.º Ciclo do Pisão
- Escola 1.º Ciclo de Tabosa
- Escola 1.º Ciclo de Leirós
- Escola 1.º Ciclo das Alheiras
- Escola 1.º Ciclo de Figueiredo
- Escola 1.º Ciclo de Mexedinho
- Escola E.B.+ 1 dos Carvalhos e J. I. Carvalhos

### Ensino Básico 2º/3º Ciclo e Secundário
- Escola E.B. 2/3 Padre António Luís Moreira
- Escola E.S./3 dos Carvalhos
- Colégio Internato dos Carvalhos
- Colégio Internato Claret
- Seminário do Coração de Maria

## Infraestruturas

### Complexo Desportivo de Pedroso
O Complexo Desportivo foi estudado para ser constituído por um estádio, um campo de treinos, uma piscina olímpica, um pavilhão gimnodesportivo e três courts de ténis; ocupando uma área de cerca de 70 mil metros quadrados. A primeira fase de construção deste complexo compreende somente o Estádio Jorge Sampaio e alguns arranjos exteriores. Foi inaugurada a 14 de Março de 2015 a Piscina Municipal Aurora Cunha, pelo Ex.mos Senhores Presidente da Câmara Municipal de Gaia e Presidente da União de Freguesias de Pedroso e Seixezelo.
- Estádio Jorge Sampaio

O Estádio "Dr. Jorge Sampaio" foi inaugurado pelo Exmo. Sr. Presidente da República Dr. Jorge Sampaio e o Sr. Presidente da Câmara Municipal de Vila Nova de Gaia, Dr. Luís Filipe Menezes, no dia 4 de Outubro de 2003. Tem capacidade para aproximadamente 8500 pessoas, contém bancadas a toda a volta, bancada VIP, espaços destinados à comunicação social, sendo a bancada poente coberta em toda a sua extensão para melhor conforto dos espectadores. Por protocolo da Câmara de Gaia este estádio está afecto ao escalão B do Futebol Clube do Porto e não ao uso por parte da população do território.

## Colectividades

### Associações Culturais
- Associação Cívica e Cultural dos Carvalhos
- Grupo Excursionista - Triunfantes dos Carvalhos (fundado a 7 de Julho de 1936)
- Associação Musical de Pedroso (fundada em 1980)
- Rancho Folclórico "As Lavradeiras de Pedroso"  (fundado em 1974)
- Rancho Folclórico e Cultural de Nossa Senhora do Monte (fundado em 1985)
- Rancho Folclórico "As Trigueirinhas do Pisão" (fundado em 1984)
- Associação Cultural e Recreativa de Pedroso (fundado em 2004)
- Associação Carvalhos VIVO (fundada em 2 de Março de 2017)

### Associações Desportivas
- Futebol Clube de Pedroso (fundada em 2007)
- Clube Hóquei dos Carvalhos (fundado em 1940)
- Académica da Senhora do Monte (fundada em 1961)
- Jaca Futebol Clube (fundado em 1974)
- Grupo Desportivo Juventus de Pedroso (fundado em 1980)
- Grupo Desportivo e Cultural do Pisão (fundada em 1997)
- Clube de Atletismo Os Gaienses (fundado em 1992)
- Borreles  F.C. (fundado em 1975)
- Grupo Desportivo Recreativo Cruz de Cristo de Pedroso
- Grupo Desportivo da Venda de Baixo
- Centro de Cultura e Desporto Rio Febros
- Associação Desportiva da Raposa
- Sociedade Columbófila de Pedroso (fundada em 1950)
- Sociedade Columbófila Carvalhense (fundada em 15 de Maio de 1931)
- Grupo Desportivo Colégio Internato dos Carvalhos (fundado em 2003)
- União dos Clubes de Gaia
- Associação das Colectividades de Gaia
- CSG - Clube Spiridon de Gaia (LINK)

### Associações de Solidariedade Social
- Associação Humanitária dos Bombeiros Voluntários dos Carvalhos,fundada a 17 de Abril de 1911
- Associação de Socorros Mútuos, Fúnebre, Familiar de Ambos os Sexos de Pedroso, instituída em 1899
- Lar Juvenil dos Carvalhos - Fundação Claret
- Bom Samaritano
- Conferência São Vicente de Paulo
- Centro Social e Paroquial de Pedroso - IPSS
- Corpo Nacional de Escutas - Agrupamento 501 - Pedroso, (Antigo Agrupamento 501 - Carvalhos)

## Comércio
- Feira dos Carvalhos

Esta feira iniciou-se em 1758 no reinado de D. José I de Portugal, sendo uma das mais importantes do reino na época e veio até aos nossos dias. É uma feira semanal que se realiza todas as Quarta-feiras. Documento na Torre do Tombo

## Festas e Romarias
- Festa Nossa Senhora da Saúde (15 de Agosto)
- S. Bartolomeu dos Carvalhos (último Domingo Agosto)
- Sto António e S. Cristovão (Último Domingo Julho)
- Sto Isidoro (11 Maio)
- Senhor dos Aflitos (8 Junho)
- Senhora do Monte (domingo seguinte ao dia de Páscoa)
- S. João do Curro (24 de Junho)
- S. João de Leirós (24 de Junho)
- Sra. da Hora (quinquagésimo dia após a Páscoa)
- S. João de Tabosa (domingo seguinte a S. João)
- S. Bento, S. Pedro e S. António de Pedroso (2º domingo Julho)
- S. José do Outeiro (1º domingo de Julho)

## Jornal Local Mensal
- Jornal dos Carvalhos - Mensário Regionalista Independente, que teve a sua primeira edição em 3 de Agosto de 1889